# بخش گروتون (شهرستان اری، اوهایو)
بخش گروتون (به انگلیسی: Groton Township) یک منطقهٔ مسکونی در ایالات متحده آمریکا است که در شهرستان ایری، اوهایو واقع شده‌است.
 بخش گروتون ۶۶٫۷ کیلومتر مربع مساحت و ۱٬۴۲۷ نفر جمعیت دارد و ۲۲۰ متر بالاتر از سطح دریا واقع شده‌است.